# Forty Mile (Yukon)
Forty Mile é conhecida como a cidade mais antiga do território de Yukon no Canadá. Foi estabelecida em 1886 na confluência dos rios Yukon e Rio Fortymille por garimpeiros e caçadores de fortunas em busca de ouro. A comunidade mais próxima é Dawson City, aproximadamente a 77 quilômetros a partir do local da cidade. Até hoje, a maioria dos visitantes da Forty Mile chegam pela água, ou viajando de Dawson City ou dirigindo pelo rio Yukon do Alaska.